# Euglossa pictipennis
Euglossa pictipennis là một loài Hymenoptera trong họ Apidae. Loài này được Moure mô tả khoa học năm 1943.